# Missile M2
Pour les articles homonymes, voir M2.
Le missile M2 est un missile mer-sol balistique stratégique (MSBS) français qui arme les deux premiers sous-marin nucléaire lanceur d'engins français de la Classe Le Redoutable. Il remplace sur ces navires le missile M1 dont la portée était trop faible. Ce missile comporte deux étages à propergol solide et emporte une seule tête nucléaire MR 41 de 500 kt équivalent TNT avec une portée de 3000 kilomètres. Déployé à compter de 1974, il est remplacé dès 1977 par le missile M20.

## Développement
Pour des articles plus généraux, voir Histoire du missile balistique, Classe Le Redoutable et Missile M1.
Le missile nucléaire M1, qui équipe initialement les deux premiers sous-marin nucléaire lanceur d'engins de la Classe Le Redoutable, a des capacités limitées par sa portée de 2 450 kilomètres. Pour que le missile puisse atteindre Moscou (à cette époque de guerre froide l'Union soviétique constitue l'unique menace de conflit nucléaire pour la France), il faut que le sous-marin soit positionné en mer de Norvège ou dans le golfe de Gênes des mers trop fréquentées et de taille trop réduite pour permettre de patrouiller à l'abri des menaces. Dès 1958 la Marine nationale avait demandé que la portée soit allongée à 3 000 km. De nouvelles versions du missile sont rapidement mises au point et le M1 n'armera que les deux premiers sous-marins. La solution retenue consiste à augmenter de deux tonnes la masse du propergol du deuxième étage (Rita 1) en positionnant une partie de la tuyère à l'intérieur du corps du propulseur pour ne pas augmenter de manière significative la longueur totale du missile. Mais la mise au point de l'étage Rita2 du M2 est difficile : les ingénieurs rencontrent des problèmes au niveau de la tuyère, de l'enveloppe du propulseur et des protections thermiques qui protègent celles-ci lorsque le propergol brule. Néanmoins la mise en service s'effectue  en 1974 comme prévu. La portée du missile M2 est désormais de 3 000 kilomètres,,.

## Déploiement
Le  missile M2 n'équipe que les deux premiers sous-marins de la classe du Redoutable. Il est très rapidement remplacé par le missile M20 qui s'en différencie par sa charge thermonucléaire (bombe H) de une mégatonne et des aides à la pénétration de première génération. Les dimensions, masse et portée du M20 sont quasi identiques. Cette version commence à être déployée en 1977. Le tableau ci-dessous récapitule les différentes versions des missiles installés sur ces sous-marins.
| Caractéristique         | Missile M1                      | Missile M2                 | Missile M20                                                      | Missile M4                                                      |
| ----------------------- | ------------------------------- | -------------------------- | ---------------------------------------------------------------- | --------------------------------------------------------------- |
| Date de mise en service | janvier 1972                    | avril 1974                 | janvier 1977                                                     | mai 1985                                                        |
| Hauteur                 | 10,4 m.                         | 10,67 m.                   | 10,67 m.                                                         | 11 m.                                                           |
| Diamètre                | 1,50 m.                         | 1,50 m.                    | 1,50 m.                                                          | 1,93 m.                                                         |
| Nbre étages             | 2 étages                        | 2 étages                   | 2 étages                                                         | 3 étages                                                        |
| Masse                   | 18 t.                           | 19,5 t.                    | 19,5 t.                                                          | 36 t.                                                           |
| Portée                  | 2 450 km                        | < 3 000 km                 | > 3 000 km                                                       | 5 000 km                                                        |
| Charge militaire        | 1 tête nucléaire MR41 de 500 kt | 1 tête nucléaire de 500 kt | 1 tête nucléaire MR60/MR61 de 1 Mt                               | 6 têtes nucléaires MR70 de 150 kt                               |
| Autre caractéristique   | Deuxième étage RITA 1           | Deuxième étage RITA 2      | Deuxième étage RITA 2                                            | Lanceur refondu                                                 |
| Sous-marin équipé       | Le Redoutable Le Terrible       | Le Redoutable Le Terrible  | Le Redoutable Le Terrible Le Foudroyant L'Indomptable Le Tonnant | Le Terrible L'Indomptable Le Foudroyant Le Tonnant L'Inflexible |